# تیغناب سفلی
تیغناب سفلی یک روستا در ایران است که در دهستان درح شهرستان سربیشه واقع شده‌است.